# Абу Ахмад Джафар
Абу Ахмад Джафар (араб. أبو أحمد جعفري‎; ум. 1095, Валенсия) — правитель тайфы Валенсии (1092—1094).

## Биография
Абу Ахмад Джафар был кади (судьёй) в Валенсии и вёл переговоры с Альморавидами, чтобы их солдаты заняли город. После того как город перешёл под их контроль, бывший правитель Яхья аль-Кадир пытался бежать из города, но был схвачен и казнён по приказу Абу Ахмада, который стал новым правителем Валенсии.
Летом 1093 года кастильская армия под командованием Сид Кампеадора осадила Валенсию и Абу Ахмад стал вести переговоры с кастильцами, на которых было решено, что Эль Сид получит казну, захваченную у Аль Кадира, будет выплачиваться джизья и дань, которую город задолжал из-за мятежа.
Абу Ахмад принял условия, а также передал пригороды Валенсии для размещения войска Эль-Сида, чем вызвал недовольство горожан. Абу Ахмад согласился править от имени Эль Сида, но вскоре нарушил условия и приказал закрыть городские ворота. Из-за нарушения условий договора Эль Сид приказал осадить Валенсию, в которой вскоре начался голод, а с февраля 1094 года — и болезни, из-за которых люди умирали на улицах. Горожане требовали сдачи города и Абу Ахмад согласился, подписав 15 июня 1094 года договор о сдаче города.
Абу Ахмад остался кадием, но через некоторое время был казнён по приказу Эль Сида; по некоторым данным он был сожжён на костре.